# Vermin Supreme

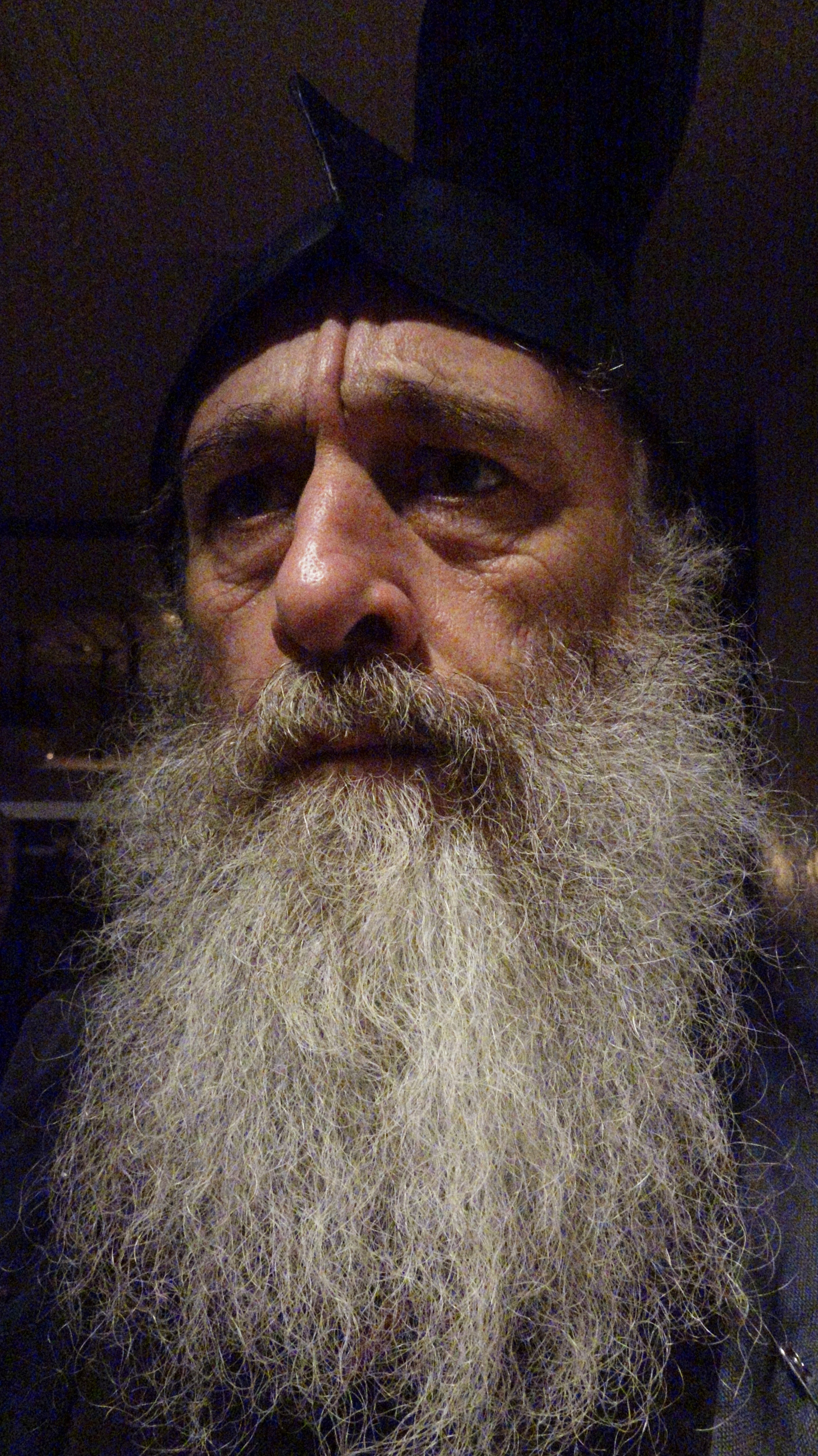
Vermin Supreme (2017)

Vermin Love Supreme (* 3. Juni 1961 in Rockport, Massachusetts) ist ein US-amerikanischer Performance-Künstler und Aktivist für Anarchismus. Besondere mediale Beachtung fand er durch seine Kandidaturen bei Vorwahlen im Zuge mehrerer Präsidentschaftswahlen.

## Leben
Über Vermin Supremes Privatleben sind nur vage Informationen bekannt, da er, wenn möglich, die Auskunft dazu verweigert oder widersprüchliche Angaben macht. Er wuchs mit zwei jüngeren Geschwistern in der Nähe von Boston auf. Er ging zur Gloucester High School in Gloucester, Massachusetts. Anschließend zog er nach Baltimore, um dort eine Kunsthochschule zu besuchen, brach sein dortiges Studium jedoch ab und begann in der Untergrundklubszene zu arbeiten. In dieser Zeit begann er die Kunstfigur „Vermin Supreme“ zu entwickeln. Eines seiner markantesten Erkennungszeichen ist der auf dem Kopf getragene Stiefel. 1986 nahm er am Great Peace March for Global Nuclear Disarmament teil.
1988 ließ er sich bei den Wahlen zum Bürgermeister jeweils in Baltimore, Detroit und Mercury, Nevada aufstellen. In den 1990er Jahren ließ er seinen Namen offiziell in „Vermin Love Supreme“ ändern.
2004 trat Supreme im Zuge der anstehenden Präsidentschaftswahl als Kandidat bei den Vorwahlen in Washington, D.C. an. Bei der Präsidentschaftswahl 2008 beteiligte er sich an den Vorwahlen der Republikaner. Vier Jahre später erreichte er in New Hampshire bei den Vorwahlen der Demokraten im Januar 2012 mit 833 (1,4 %) Stimmen den dritten Platz, wobei der Sieger, der damalige Präsident Barack Obama, 49.080 Stimmen erhielt. 2016 trat er bei den Vorwahlen der Demokraten für das Präsidentenamt abermals in New Hampshire an.
Supreme war am Drehbuch der 2009 erschienenen Dokumentation Vote Jesus: The Chronicles of Ken Stevenson beteiligt und übernahm in der Dokumentation auch die Hauptrolle des Ken Stevenson. Im Jahr 2013 präsentierte er die Dokumentation Vote Jesus auf dem Liberty Forum des Free State Project.
Supremes Wohnort ist Baltimore. Er ist verheiratet und hat keine Kinder.